# Pandemia di COVID-19 in Mozambico
Il primo caso della pandemia di COVID-19 in Mozambico è stato confermato il 22 marzo 2020.

## Antefatti
Il 12 gennaio 2020, l'Organizzazione mondiale della sanità (OMS) ha confermato che un nuovo coronavirus era la causa di una nuova infezione polmonare che aveva colpito diversi abitanti della città di Wuhan, nella provincia cinese dell'Hubei, il cui caso era stato portato all'attenzione dell'OMS il 31 dicembre 2019.
Sebbene nel tempo il tasso di mortalità della COVID-19 si sia rivelato decisamente più basso di quello dell'epidemia di SARS che aveva imperversato nel 2003, la trasmissione del virus SARS-CoV-2, alla base della COVID-19, è risultata essere molto più ampia di quella del precedente virus del 2003, e ha portato a un numero totale di morti molto più elevato.
Il 5 maggio 2023, l'Organizzazione mondiale della sanità dichiara ufficialmente la fine della pandemia.

## Cronologia
Il primo caso nel paese è stato confermato il 22 marzo, si trattava di un uomo di 75 anni tornato dal Regno Unito.
L'8 aprile 2020, il Mozambico ha registrato sette nuovi casi positivi di COVID-19, portando il numero totale di casi confermati a 17, nove dei quali erano di trasmissione locale.